# Thorunna
Genre
Thorunna est un genre de nudibranche de la famille des Chromodoridés.

## Espèces
Selon World Register of Marine Species (2 mars 2016) :
- Thorunna africana Rudman, 1984
- Thorunna arbuta (Burn, 1961)
- Thorunna australis (Risbec, 1928)
- Thorunna daniellae (Kay & Young, 1969)
- Thorunna florens (Baba, 1949)
- Thorunna furtiva Bergh, 1878
- Thorunna halourga R. F. Johnson & Gosliner, 2001
- Thorunna horologia Rudman, 1984
- Thorunna kahuna R. F. Johnson & Gosliner, 2001
- Thorunna montrouzieri Rudman, 1995
- Thorunna perplexa (Burn, 1957)
- Thorunna punicea (Rudman, 1995)
- Thorunna purpuropedis Rudman & S. Johnson, 1985
- Thorunna speciosa Rudman, 1990
- Thorunna talaverai Ortea, Bacallado & Valdés, 1992

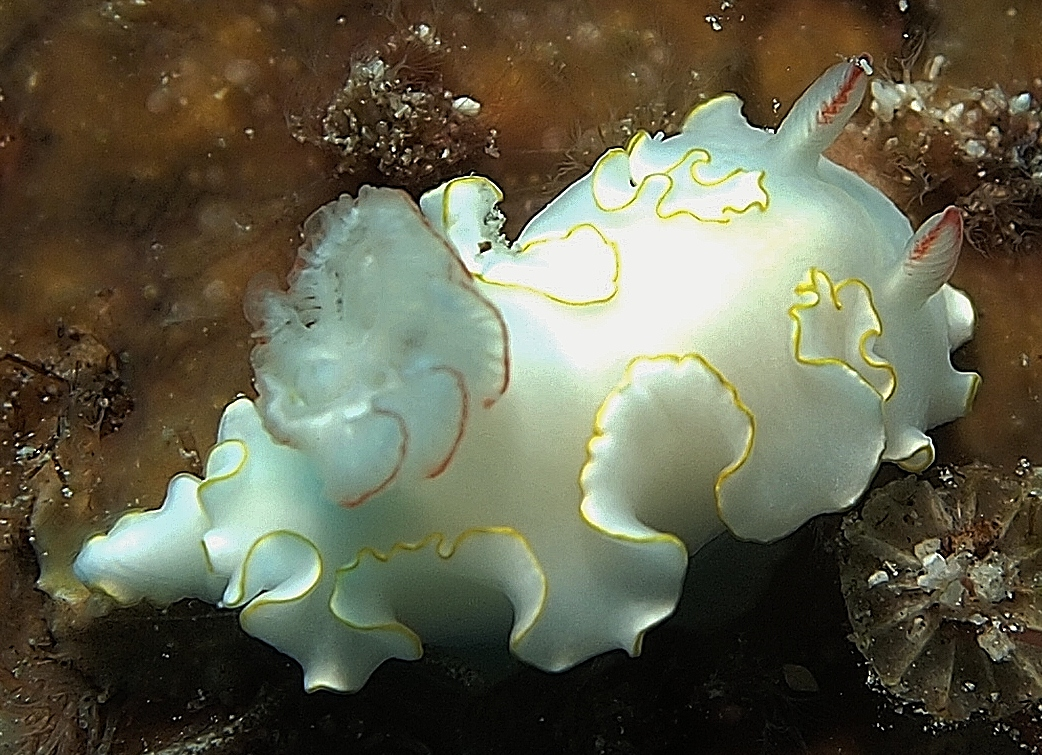
Thorunna africana
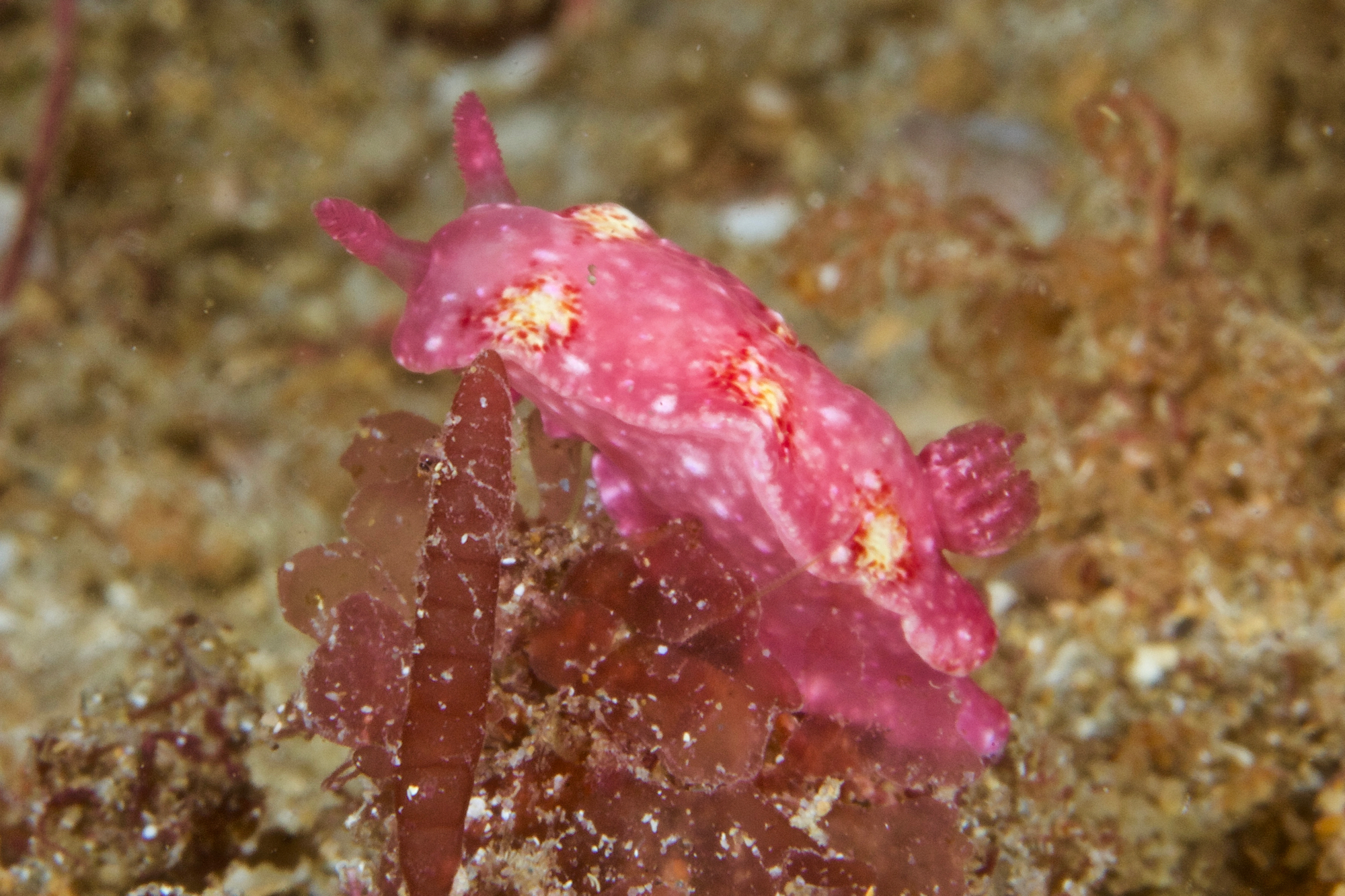
Thorunna arbuta
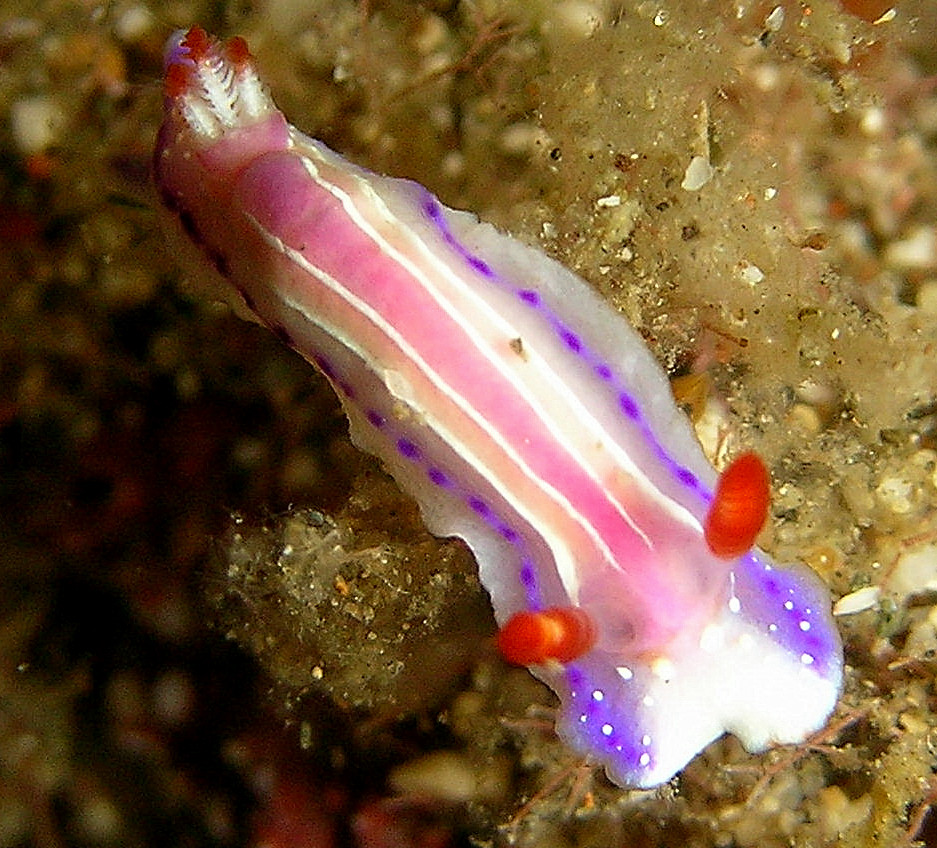
Thorunna australis
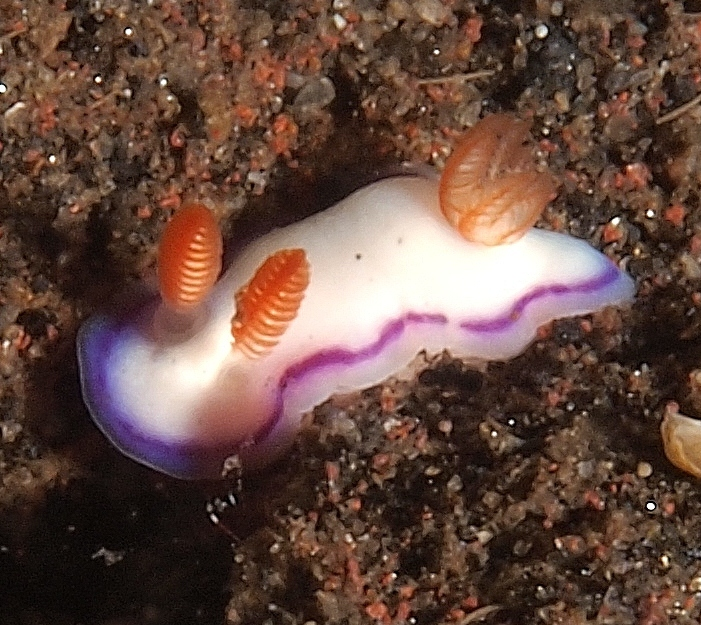
Thorunna daniellae
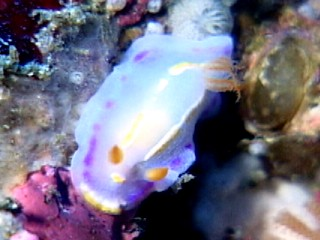
Thorunna florens
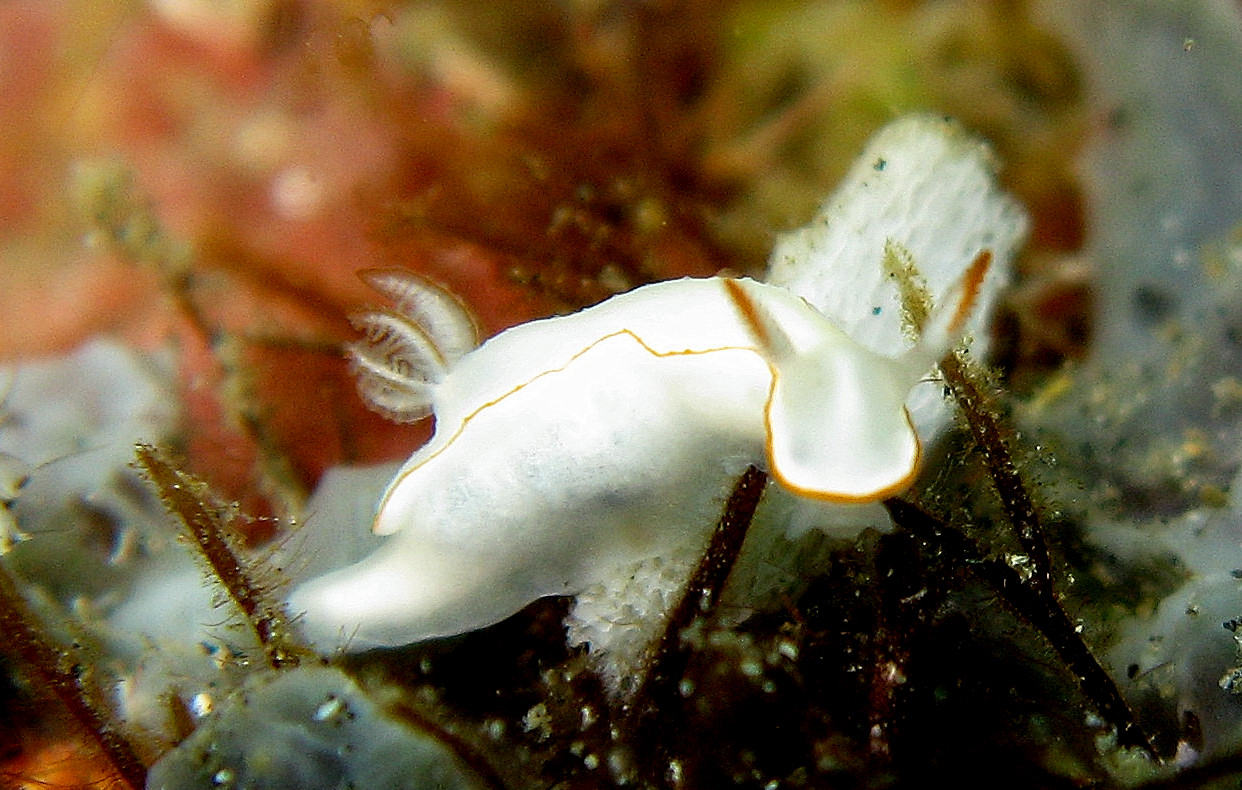
Thorunna furtiva
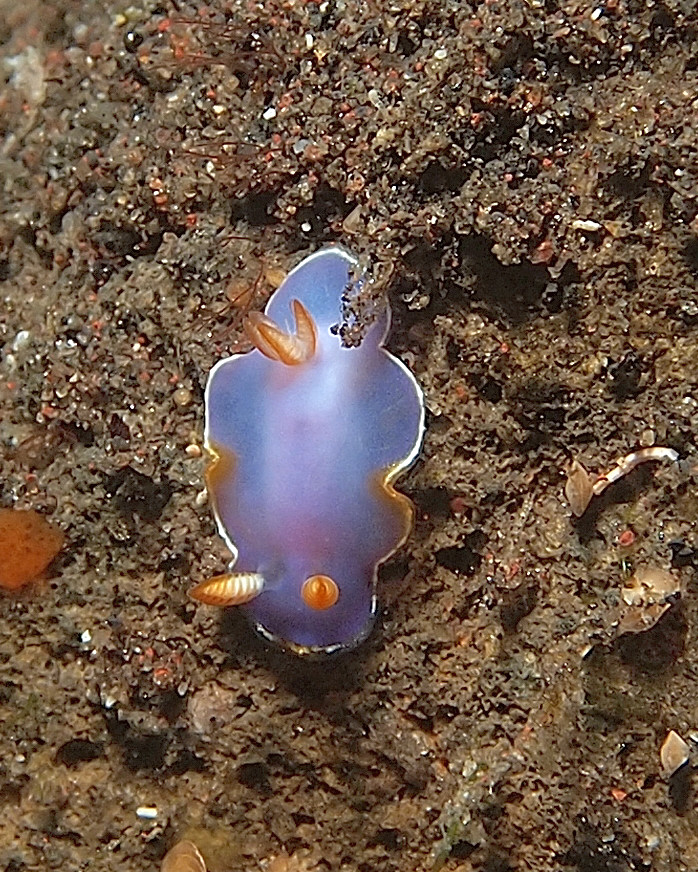
Thorunna halourga
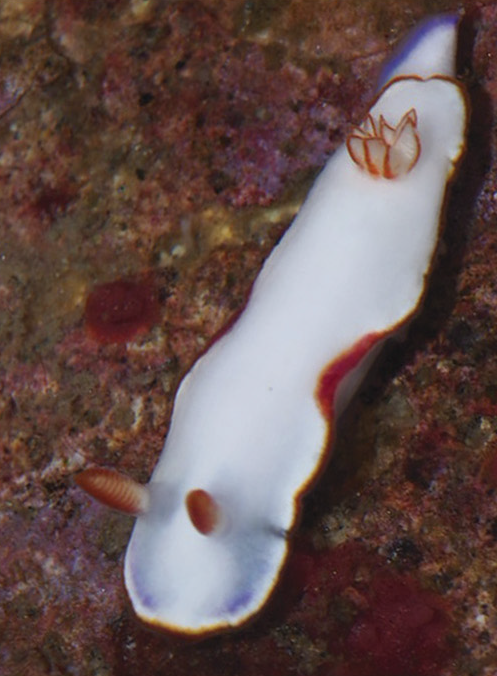
Thorunna horologia
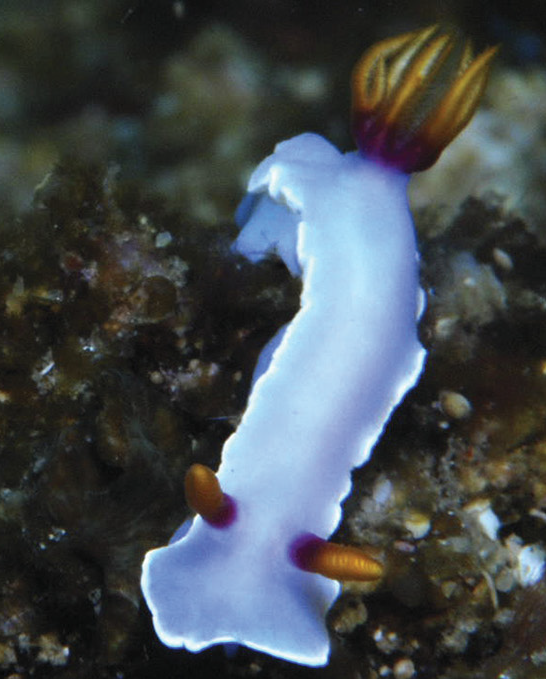
Thorunna punicea

## Publication originale
- Bergh, R. 1878. Malacologische Untersuchungen. Reisen im Archipel der Philippinen von Dr. Carl Gottfried Semper. Zweiter Theil. Wissenschaftliche Resultate, Band 2, Theil 2, Heft 13: 547–601, C.W. Kreidel, Wiesbaden. (Thorunna - p. 575)